# Waśki
Waśki [pronunciación en polaco: /ˈvaɕkʲi/] (en ucraniano: Васьки, Vas'ky) es un pueblo en el distrito administrativo de Gmina Narew, dentro del Distrito de Hajnówka, Voivodato de Podlaquia, en el noreste de Polonia. Se encuentra aproximadamente 5 kilómetros al este de Narew, 19 kilómetros al norte de Hajnówka, y 37 kilómetros al sudeste de la capital regional, Białystok.